# باول غريغوار
باول غريغوار هو كاهن كاثوليكي كندي، ولد في 24 أكتوبر 1911 في فردان في كندا، وتوفي في 30 أكتوبر 1993 في مونتريال في كندا بسبب سرطان المعدة.